# Luka Elsner
Luka Elsner (Lubiana, 2 agosto 1982) è un allenatore di calcio ed ex calciatore sloveno, di ruolo difensore.

## Biografia
È il figlio di Marko Elsner e il fratello di Rok, a loro volta calciatori.

## Statistiche

### Cronologia presenze e reti in nazionale
| Cronologia completa delle presenze e delle reti in nazionale ― Slovenia | Cronologia completa delle presenze e delle reti in nazionale ― Slovenia | Cronologia completa delle presenze e delle reti in nazionale ― Slovenia | Cronologia completa delle presenze e delle reti in nazionale ― Slovenia | Cronologia completa delle presenze e delle reti in nazionale ― Slovenia | Cronologia completa delle presenze e delle reti in nazionale ― Slovenia | Cronologia completa delle presenze e delle reti in nazionale ― Slovenia | Cronologia completa delle presenze e delle reti in nazionale ― Slovenia |
| Data                                                                    | Città                                                                   | In casa                                                                 | Risultato                                                               | Ospiti                                                                  | Competizione                                                            | Reti                                                                    | Note                                                                    |
| ----------------------------------------------------------------------- | ----------------------------------------------------------------------- | ----------------------------------------------------------------------- | ----------------------------------------------------------------------- | ----------------------------------------------------------------------- | ----------------------------------------------------------------------- | ----------------------------------------------------------------------- | ----------------------------------------------------------------------- |
| 26-5-2008                                                               | Göteborg                                                                | Svezia                                                                  | 1 – 0                                                                   | Slovenia                                                                | Amichevole                                                              | -                                                                       | 88’                                                                     |
| Totale                                                                  |                                                                         | Presenze                                                                | 1                                                                       |                                                                         | Reti                                                                    | 0                                                                       |                                                                         |

### Statistiche da allenatore
Statistiche aggiornate al 3 febbraio 2025. In grassetto le competizioni vinte.
| Stagione            | Squadra              | Campionato      | Campionato | Campionato | Campionato | Campionato | Coppe nazionali | Coppe nazionali | Coppe nazionali | Coppe nazionali | Coppe nazionali | Coppe continentali | Coppe continentali | Coppe continentali | Coppe continentali | Coppe continentali | Altre coppe | Altre coppe | Altre coppe | Altre coppe | Altre coppe | Totale | Totale | Totale | Totale | % Vittorie | Piazzamento |
| Stagione            | Squadra              | Comp            | G          | V          | N          | P          | Comp            | G               | V               | N               | P               | Comp               | G                  | V                  | N                  | P                  | Comp        | G           | V           | N           | P           | G      | V      | N      | P      | %          | Piazzamento |
| ------------------- | -------------------- | --------------- | ---------- | ---------- | ---------- | ---------- | --------------- | --------------- | --------------- | --------------- | --------------- | ------------------ | ------------------ | ------------------ | ------------------ | ------------------ | ----------- | ----------- | ----------- | ----------- | ----------- | ------ | ------ | ------ | ------ | ---------- | ----------- |
| ago. 2013-2014      | Domžale              | 1. SNL          | 30         | 9          | 12         | 9          | CS              | 3               | 2               | 0               | 1               | -                  | -                  | -                  | -                  | -                  | -           | -           | -           | -           | -           | 33     | 11     | 12     | 10     | 33,33      | Sub. 6°     |
| 2014-2015           | Domžale              | 1. SNL          | 36         | 21         | 5          | 10         | CS              | 6               | 2               | 2               | 2               | -                  | -                  | -                  | -                  | -                  | -           | -           | -           | -           | -           | 42     | 23     | 7      | 12     | 54,76      | 3°          |
| 2015-2016           | Domžale              | 1. SNL          | 36         | 14         | 13         | 9          | CS              | 5               | 2               | 0               | 3               | UEL                | 2                  | 0                  | 1                  | 1                  | -           | -           | -           | -           | -           | 43     | 16     | 14     | 13     | 37,21      | 3°          |
| lug.-set. 2016      | Domžale              | 1. SNL          | 7          | 3          | 2          | 2          | CS              | -               | -               | -               | -               | UEL                | 6                  | 4                  | 1                  | 1                  | -           | -           | -           | -           | -           | 13     | 7      | 3      | 3      | 53,85      | Risoluz.    |
| Totale Domžale      | Totale Domžale       | Totale Domžale  | 109        | 47         | 32         | 30         |                 | 14              | 6               | 2               | 6               |                    | 8                  | 4                  | 2                  | 2                  |             | -           | -           | -           | -           | 131    | 57     | 36     | 38     | 43,51      |             |
| set. 2016-mar. 2017 | Olimpia Lubiana      | 1. SNL          | 16         | 10         | 3          | 3          | CS              | 3               | 3               | 0               | 0               | -                  | -                  | -                  | -                  | -                  | -           | -           | -           | -           | -           | 19     | 13     | 3      | 3      | 68,42      | Sub. eson.  |
| 2017-gen. 2018      | Pafos                | A               | 21         | 5          | 6          | 10         | KK              | 2               | 1               | 0               | 1               | -                  | -                  | -                  | -                  | -                  | -           | -           | -           | -           | -           | 23     | 6      | 6      | 11     | 26,09      | Eson.       |
| 2018-2019           | Union Saint-Gilloise | CL              | 28+10      | 13+6       | 6+2        | 9+2        | CB              | 6               | 3               | 2               | 1               | -                  | -                  | -                  | -                  | -                  | -           | -           | -           | -           | -           | 44     | 22     | 10     | 12     | 50,00      | 3º          |
| 2019-2020           | Amiens               | L1              | 28         | 4          | 11         | 13         | CF+CdL          | 1+3             | 0+2             | 1+0             | 0+1             | -                  | -                  | -                  | -                  | -                  | -           | -           | -           | -           | -           | 32     | 6      | 12     | 14     | 18,75      | 19° (retr.) |
| ago.-set. 2020      | Amiens               | L2              | 5          | 1          | 2          | 2          | CF              | -               | -               | -               | -               | -                  | -                  | -                  | -                  | -                  | -           | -           | -           | -           | -           | 5      | 1      | 2      | 2      | 20,00      | Eson.       |
| Totale Amiens       | Totale Amiens        | Totale Amiens   | 33         | 5          | 13         | 15         |                 | 4               | 2               | 1               | 1               |                    | -                  | -                  | -                  | -                  |             | -           | -           | -           | -           | 37     | 7      | 14     | 16     | 18,92      |             |
| gen.-apr. 2021      | Kortrijk             | PL              | 9          | 3          | 0          | 6          | CB              | 2               | 1               | 1               | 0               | -                  | -                  | -                  | -                  | -                  | -           | -           | -           | -           | -           | 11     | 4      | 1      | 6      | 36,36      | Sub. 14º    |
| lug.-ott. 2021      | Kortrijk             | PL              | 10         | 4          | 3          | 3          | CB              | -               | -               | -               | -               | -                  | -                  | -                  | -                  | -                  | -           | -           | -           | -           | -           | 10     | 4      | 3      | 3      | 40,00      | Risoluz.    |
| Totale Kortrijk     | Totale Kortrijk      | Totale Kortrijk | 19         | 7          | 3          | 9          |                 | 2               | 1               | 1               | 0               |                    | -                  | -                  | -                  | -                  |             | -           | -           | -           | -           | 21     | 8      | 4      | 9      | 38,10      |             |
| ott. 2021-2022      | Standard Liegi       | PL              | 24         | 5          | 8          | 11         | CB              | 3               | 2               | 0               | 1               | -                  | -                  | -                  | -                  | -                  | -           | -           | -           | -           | -           | 27     | 7      | 8      | 12     | 25,93      | Sub. 14º    |
| 2022-2023           | Le Havre             | L2              | 38         | 20         | 15         | 3          | CF              | 1               | 0               | 1               | 0               | -                  | -                  | -                  | -                  | -                  | -           | -           | -           | -           | -           | 39     | 20     | 16     | 3      | 51,28      | 1° (prom.)  |
| 2023-2024           | Le Havre             | L1              | 34         | 7          | 11         | 16         | CF              | 3               | 2               | 0               | 1               | -                  | -                  | -                  | -                  | -                  | -           | -           | -           | -           | -           | 37     | 9      | 11     | 17     | 24,32      | 15°         |
| Totale Le Havre     | Totale Le Havre      | Totale Le Havre | 72         | 27         | 26         | 19         |                 | 4               | 2               | 1               | 1               |                    | -                  | -                  | -                  | -                  |             | -           | -           | -           | -           | 76     | 29     | 27     | 20     | 38,16      |             |
| 2024-feb. 2025      | Stade Reims          | L1              | 20         | 5          | 7          | 8          | CF              | 2               | 2               | 0               | 0               | -                  | -                  | -                  | -                  | -                  | -           | -           | -           | -           | -           | 22     | 7      | 7      | 8      | 31,82      | Eson.       |
| Totale carriera     | Totale carriera      | Totale carriera | 352        | 130        | 106        | 116        |                 | 40              | 22              | 7               | 11              |                    | 8                  | 4                  | 2                  | 2                  |             | -           | -           | -           | -           | 400    | 156    | 115    | 129    | 39,00      |             |

## Palmarès

### Giocatore

#### Competizioni nazionali
- Campionato sloveno: 2

Domžale: 2006-2007, 2007-2008
- Coppa di Slovenia: 1

Domžale: 2010-2011
- Supercoppa di Slovenia: 2

Domžale: 2007, 2011

### Allenatore

#### Competizioni nazionali
- Campionato francese di seconda divisione: 1

Le Havre: 2022-2023